# Marília Lovatel
Marília Lovatel (Fortaleza, 28 de setembro de 1971) é uma escritora, redatora publicitária e professora brasileira. É cronista do jornal O Povo (OP+), membro da Academia Fortalezense de Letras, com diversos livros adotados em escolas de todo o país. Seus livros também integram o Catálogo de Bolonha e o PNLD Literário.
Foi finalista do Prêmio Jabuti em 2017 e do Prêmio da Associação de Escritores e Ilustradores de Literatura Infantil e Juvenil (AEILIJ) em 2023. Em 2024, venceu a 20ª edição do Prêmio Nacional Barco a Vapor de Literatura Infantil e Juvenil.

## Biografia
Marília Lovatel nasceu em Fortaleza, em 1971. Formou-se em Letras pela Universidade Estadual do Ceará (UECE) e possui mestrado em Literatura pela Universidade Federal do Ceará (UFC). Além de sua atuação como escritora, é redatora publicitária e professora.

## Prêmios e Reconhecimentos
- Finalista do Prêmio Jabuti (2017)
- Finalista do Prêmio da Associação de Escritores e Ilustradores de Literatura Infantil e Juvenil (AEILIJ) (2023)
- Vencedora do Prêmio Nacional Barco a Vapor de Literatura Infantil e Juvenil (2024)

## Obras
- A sala de aula e outros contos (2012) – Apresentado por Rachel de Queiroz e lançado pela Scipione. Integra o Catálogo de Bolonha 2013.[11]
- A memória das coisas (2015) – Apresentado por Ignácio de Loyola Brandão, lançado pelas Edições Demócrito Rocha, e aprovado para o PNLD Literário 2018.[12]
- Fábulas e contos em versos (2015) – Apresentado por Ignácio de Loyola Brandão e lançado pela Editora Armazém da Cultura. Adotado em 2022 pela Secretaria Municipal de Educação de Belo Horizonte.
- A menina dos sonhos de renda (2016) – Lançado pela Moderna. Integra o Catálogo de Bolonha 2017,[13] finalista do Prêmio Jabuti 2017, e contemplado pelo PNLD Literário 2020.[14]
- Sob o Sol de Sobral (2016) – Lançado pela Editora Armazém da Cultura.
- Pequeno inventor de soluções (2016) – Apresentado por Socorro Acioli e lançado pela Editora Armazém da Cultura.
- Entre selos e sonhos (2016) – Apresentado por Paulo Mauá e lançado pela Editora Armazém da Cultura.
- Coração de mosaico (2017) – Apresentado por Antônio Torres e Ana Miranda e lançado pelas Edições Demócrito Rocha.
- Os olhos da janela (2018) – Lançado pelas Edições Demócrito Rocha.
- Invento de Borboletas (2021) – Apresentado por Tércia Montenegro e Regina Ribeiro e lançado pela Editora Aliás, contemplado no XII EDITAL CEARÁ DE INCENTIVO ÀS ARTES, para compor o acervo de 423 bibliotecas públicas cearenses.
- Grãos de Paisagens (2022) – Lançado pela Editora Anzol/Grupo Editorial SM. Finalista do Prêmio AEILIJ.
- Pequenas Crônicas Voadoras (2023) – Apresentado por Luiz Antonio de Assis Brasil e Stênio Gardel e lançado pela Editora Armazém da Cultura.
- Salvaterra – breve romance de coragem (2024) – Vencedor do Prêmio Nacional Barco a Vapor, lançado pela Editora SM.